# Kanton Monein
Monein is een voormalig kanton van het Franse departement Pyrénées-Atlantiques. Het kanton maakte deel uit van het arrondissement Oloron-Sainte-Marie. Het werd opgeheven bij decreet van 25 februari 2014, met uitwerking op 22 maart 2015. Alle gemeenten werden opgenomen in het nieuw gevormde kanton Le Coeur de Béarn

## Gemeenten
Het kanton Monein omvatte de volgende gemeenten:
- Abos
- Cuqueron
- Lahourcade
- Lucq-de-Béarn
- Monein (hoofdplaats)
- Parbayse
- Pardies
- Tarsacq